# Honeywell RQ-16A T-Hawk
Lo Honeywell RQ-16A T-Hawk (dove T-Hawk sta per "Tarantula Hawk", una vespa cacciatrice di ragni) è un MAV, ossia un micro aeroplano pilotabile a distanza con caratteristiche VTOL. Sviluppato dalla Honeywell, è ripiegabile in uno zaino per essere trasportato e può essere manovrato da una sola persona.

## Sviluppo
Il programma per i MAV (Micro Air Vehicle) è stato lanciato dalla DARPA, l'agenzia governativa che si occupa di progetti di ricerca avanzata per la difesa. Dopo un primo contratto di 40 milioni di dollari firmato nel 2003 con la Honeywell Defense and Space Electronic Systems per la fornitura di prototipi, il progetto MAV è stato in seguito trasferito all'esercito statunitense che necessitava di un drone di classe I da plotone nell'ambito del programma Future Combat Systems (FCS). Nel maggio 2006 alla Honeywell fu conferito un ulteriore contratto da 61 milioni di dollari per sviluppare un MAV avanzato con una maggiore autonomia ed un motore più performante.
Nel 2007 la marina statunitense ha firmato un contratto da 7,5 milioni di dollari con la Honeywell per la fornitura di 20 G-MAV (la G sta per gasoline, ovvero benzina) da utilizzare in Iraq con lo US Multi-Service Explosive Ordnance Disposal Group. La capacità di librarsi in aria del MAV è stata essenziale per scansionare le strade in Iraq alla ricerca di mine stradali, in modo da non mettere in pericolo i convogli militari che le percorrevano, inoltre il MAV è in grado di ispezionare obiettivi pericolosi e veicoli sospetti, coprendo più velocemente le distanze rispetto ad un veicolo terrestre.
L'utilizzo del MAV in Iraq è stato un tale successo che, nel gennaio 2008, la Marina ha effettuato un ulteriore ordine di 372 MAV, designati RQ-16A T-Hawk
Nel gennaio 2009 il Regno Unito ha ordinato cinque T-Hawk completi, con consegna prevista nel 2010.

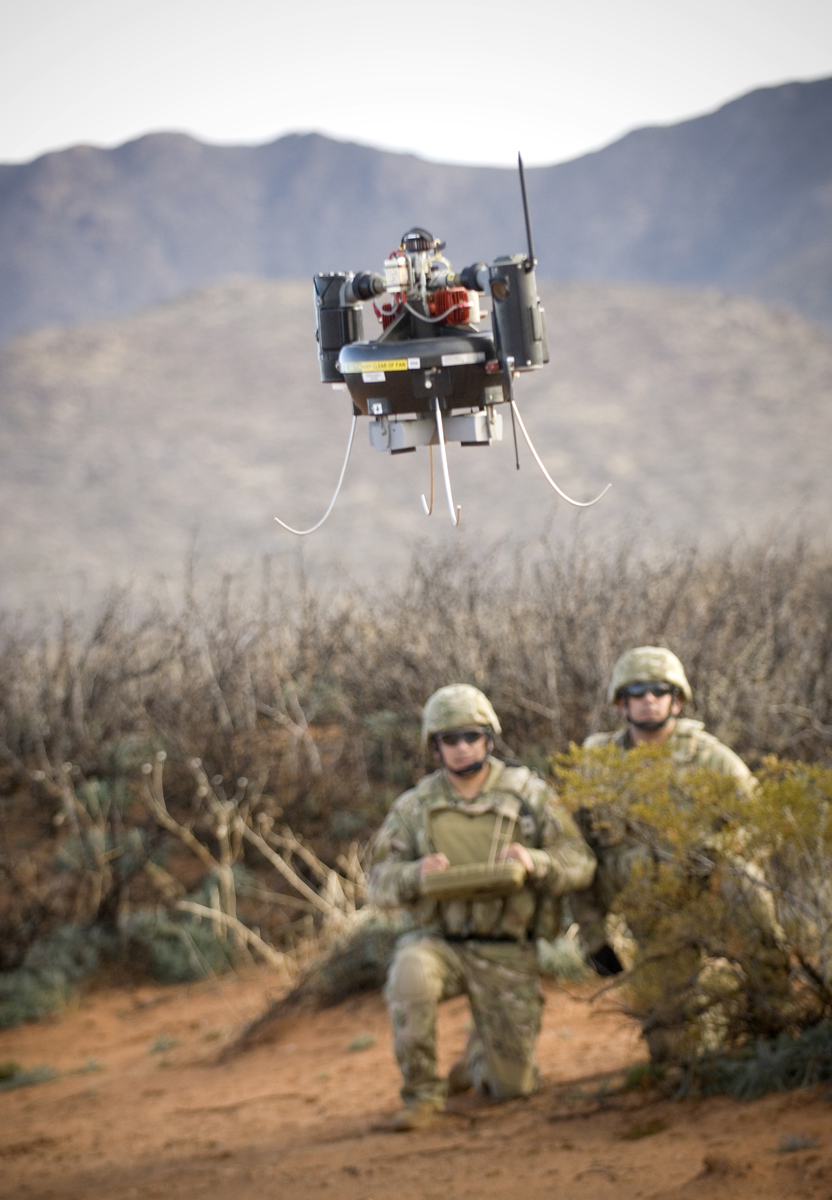
Due militari utilizzano un T-Hawk

## Caratteristiche
Il MAV RQ-16 alimentato a benzina pesa 8.4 kg, ha un'autonomia di circa 40 minuti, può sollevarsi fino a 3.200 m ed ha un raggio d'azione di circa 11 km. La velocità di avanzamento massima è di 130 km/h ma generalmente la velocità operativa è limitata a 90 km/h da un software. L'operatività VTOL è consentita fino ad una velocità massima del vento di 15 nodi (28 km/h). Sono montati due sensori, uno rivolto sul davanti e uno rivolto verso il basso che possono operare anche di notte utilizzando telecamere ad infrarossi.

## Utilizzo in ambito civile
Venerdì 15 aprile 2011, in seguito al terremoto ed al successivo maremoto che un mese prima avevano danneggiato la centrale nucleare di Fukushima, è stato utilizzato un drone T-Hawk per sorvolare la zona del disastro e valutare i danni. Alcuni dei reattori hanno subito una fusione parziale del nocciolo, rilasciando quantitativi di radioattività migliaia di volte superiori al limite di sicurezza per l'esposizione, rendendo impossibile ai tecnici, anche per breve tempo, l'accesso alla zona contaminata. Il T-Hawk ha scattato numerose fotografie dei reattori danneggiati, degli edifici delle turbine, delle vasche di raffreddamento delle barre di combustibile e di tutte le strutture danneggiate dal terremoto; ciò ha permesso alla Tokyo Electric Power Company, il gestore della centrale, di pianificare gli interventi di contenimento delle radiazioni e di bonifica del territorio circostante.